# Consistório Ordinário Público de 1837

## Cardeais Eleitores
| Nº                 | País               | Nome                              | Idade              | Cargo                            | Título ou Diaconia                                         |
| Cardeais eleitores | Cardeais eleitores | Cardeais eleitores                | Cardeais eleitores | Cardeais eleitores               | Cardeais eleitores                                         |
| ------------------ | ------------------ | --------------------------------- | ------------------ | -------------------------------- | ---------------------------------------------------------- |
| 1                  | Itália             | Luigi Amat di San Filippo e Sorso | 40                 | núncio na Espanha                | Cardeal-presbítero de Santa Maria em Via                   |
| In Pectore         |                    |                                   |                    |                                  |                                                            |
| 1                  | Itália             | Angelo Mai                        | 55                 | secretário da Propaganda Fide SC | Revelado no Primeiro Consistório Ordinário Público de 1838 |